# Mistrzostwa Świata w Piłce Nożnej 1994 (eliminacje strefy UEFA)/Grupa D
W Grupie C eliminacji do piłkarskich Mistrzostw świata 1994 udział wzięły następujące zespoły:
- Belgia
- Cypr
- Czechosłowacja
- Wyspy Owcze
- Rumunia
- Walia

Awans wywalczyły dwie najlepsze drużyny.

## Tabela
| Lp. | Reprezentacja  | Pkt | M  | W | R | P  | Br+ | Br− | +/− |
| --- | -------------- | --- | -- | - | - | -- | --- | --- | --- |
| 1   | Rumunia        | 15  | 10 | 7 | 1 | 2  | 29  | 12  | 17  |
| 2   | Belgia         | 15  | 10 | 7 | 1 | 2  | 16  | 5   | 11  |
| 3   | Czechosłowacja | 13  | 10 | 4 | 5 | 1  | 21  | 9   | 12  |
| 4   | Walia          | 12  | 10 | 5 | 2 | 3  | 19  | 12  | 7   |
| 5   | Cypr           | 5   | 10 | 2 | 1 | 7  | 8   | 18  | -10 |
| 6   | Wyspy Owcze    | 0   | 10 | 0 | 0 | 10 | 1   | 38  | -37 |

|                | Belgia | Cypr | Czechosłowacja | Wyspy Owcze | Rumunia | Walia |
| -------------- | ------ | ---- | -------------- | ----------- | ------- | ----- |
| Belgia         | X      | 1:0  | 0:0            | 3:0         | 1:0     | 2:0   |
| Cypr           | 0:3    | X    | 1:1            | 3:1         | 1:4     | 0:1   |
| Czechosłowacja | 1:2    | 3:0  | X              | 4:0         | 5:2     | 1:1   |
| Wyspy Owcze    | 0:3    | 0:2  | 0:3            | X           | 0:4     | 0:3   |
| Rumunia        | 2:1    | 2:1  | 1:1            | 7:0         | X       | 5:1   |
| Walia          | 2:0    | 2:0  | 2:2            | 6:0         | 1:2     | X     |

- Awans z grupy D wywalczyły Rumunia  i Belgia .
- Po 1 stycznia 1993 do końca eliminacji reprezentacja Czechosłowacji występowała oficjalnie jako Reprezentacja Czechów i Słowaków w związku z rozpadem Czechosłowacji.

## Wyniki
| 22 kwietnia 1992 | Belgia · Wilmots 24' | 1:0 | Cypr | Stade Constant Vanden Stock, Bruksela Widzów: 15341 Sędzia: Manuel Diaz Vega |
|                  |                      |     |      |                                                                              |

| 6 maja 1992 | Rumunia · Balint 4', 40', 78' · Hagi 14' · Lăcătuș 28' (k.) · Lupescu 44' · Pană 55' | 7:05:0 | Wyspy Owcze | Stadion Ghencea, Bukareszt Widzów: 10000 Sędzia: Vassilios Nikakis |
|             |                                                                                      |        |             |                                                                    |

| 20 maja 1992 | Rumunia · Hagi 5', 35' · Lupescu 7', 24' · Balint 31' | 5:15:0 | Walia · Rush 50' | Stadion Ghencea, Bukareszt Widzów: 23000 Sędzia: Fabio Baldas |
|              |                                                       |        |                  |                                                               |

| 3 czerwca 1992 | Wyspy Owcze | 0:30:1 | Belgia · Albert 30' · Wilmots 65', 71' | Svangaskarð, Toftir Widzów: 5156 Sędzia: Leslie Mottram |
|                |             |        |                                        |                                                         |

| 16 czerwca 1992 | Wyspy Owcze | 0:20:1 | Cypr · Sotiriu 30' · Papawasiliu 58' | Svangaskarð, Toftir Widzów: 4500 Sędzia: Leslie Irvine |
|                 |             |        |                                      |                                                        |

| 2 września 1992 | Czechosłowacja · Kadlec 77' | 1:20:1 | Belgia · Czerniatynski 44', 83' | Stadion Evžena Rošickiego, Praga Widzów: 10500 Sędzia: Kurt Röthlisberger |
|                 |                             |        |                                 |                                                                           |

| 9 września 1992 | Walia · Rush 5', 64', 89' · Saunders 28' · Bowen 37' · Blackmore 71' | 6:03:0 | Wyspy Owcze | Ninian Park, Cardiff Widzów: 7000 Sędzia: Jorge Monteiro Coroado |
|                 |                                                                      |        |             |                                                                  |

| 23 września 1992 | Czechosłowacja · Němeček 23' · Kuka 84', 86' · Dubovský 90' (k.) | 4:01:0 | Wyspy Owcze | Všešportový areál, Koszyce Widzów: 16278 Sędzia: Ahmet Çakar |
|                  |                                                                  |        |             |                                                              |

| 14 października 1992 | Belgia · Smidts 27' | 1:0 | Rumunia | Stade Constant Vanden Stock, Bruksela Widzów: 25000 Sędzia: Pierluigi Pairetto |
|                      |                     |     |         |                                                                                |

| 14 października 1992 | Cypr | 0:10:0 | Walia · Hughes 51' | Nikozja Widzów: 12000 Sędzia: László Vagner |
|                      |      |        |                    |                                             |

| 14 listopada 1992 | Rumunia · Dumitrescu 49' | 1:10:0 | Czechosłowacja · Němeček 82' (k.) | Stadion Ghencea, Bukareszt Widzów: 28000 Sędzia: Joseph Worrall |
|                   |                          |        |                                   |                                                                 |

| 18 listopada 1992 | Belgia · Staelens 53' · Degryse 58' | 2:00:0 | Walia | Stade Constant Vanden Stock, Bruksela Widzów: 21000 Sędzia: Jan Damgaard |
|                   |                                     |        |       |                                                                          |

| 29 listopada 1992 | Cypr · Pitas 39' (k.) | 1:41:2 | Rumunia · Popescu 4' · Răducioiu 36' · Hagi 73' · Hanganu 86' | Stadion im. Andonisa Papadopulosa, Larnaka Widzów: 4000 Sędzia: Neji Jonini |
|                   |                       |        |                                                               |                                                                             |

| 13 lutego 1993 | Cypr | 0:30:2 | Belgia · Scifo 2', 5' · Albert 87' | Stadion Makario, Nikozja Widzów: 3000 Sędzia: Perio Ceccarini |
|                |      |        |                                    |                                                               |

| 24 marca 1993 | Cypr · Sotiriu 47' | 1:10:1 | Czechosłowacja · Moravčík 33' | Stadion Tsirio, Limassol Widzów: 2000 Sędzia: José Mendes Fratás |
|               |                    |        |                               |                                                                  |

| 31 marca 1993 | Walia · Giggs 18' · Rush 39' | 2:0 | Belgia | Cardiff Arms Park, Cardiff Widzów: 27002 Sędzia: Aron Schmidhuber |
|               |                              |     |        |                                                                   |

| 14 kwietnia 1993 | Rumunia · Dumitrescu 33', 55' | 2:11:1 | Cypr · Sotiriu 23' | Stadion Ghencea, Bukareszt Widzów: 25000 Sędzia: Alfred Wieser |
|                  |                               |        |                    |                                                                |

| 25 kwietnia 1993 | Cypr · Xiouroupas 7' · Sotiriu 43' · Joanu 75' | 3:12:0 | Wyspy Owcze · Arge 82' | Stadion Tsirio, Limassol Widzów: 4000 Sędzia: Haim Lipkovich |
|                  |                                                |        |                        |                                                              |

| 28 kwietnia 1993 | Czechosłowacja · Látal 41' | 1:1 | Walia · Hughes 31' | Ostrawa Widzów: 7000 Sędzia: Joël Quiniou |
|                  |                            |     |                    |                                           |

| 22 maja 1993 | Belgia · Wilmots 33', 76' · Scifo 50' (k.) | 3:01:0 | Wyspy Owcze | Stade Constant Vanden Stock, Bruksela Widzów: 20641 Sędzia: Brendan Shorte |
|              |                                            |        |             |                                                                            |

| 2 czerwca 1993 | Czechosłowacja · Vrabec 13' · Latal 37' · Dubovský 58', 84', 90' | 5:22:1 | Rumunia · Răducioiu 26', 55' | Všešportový areál, Koszyce Widzów: 20000 Sędzia: Kim Milton Nielsen |
|                |                                                                  |        |                              |                                                                     |

| 6 czerwca 1993 | Wyspy Owcze | 0:30:2 | Walia · Saunders 22' · Young 31' · Rush 69' | Svangaskarð, Toftir Widzów: 4209 Sędzia: Vadim Zhuk |
|                |             |        |                                             |                                                     |

| 16 czerwca 1993 | Wyspy Owcze | 0:3 | Czechosłowacja · Hašek 3' · Poštulka 38', 44' | Svangaskarð, Toftir Widzów: 1000 Sędzia: Stephen Lodge |
|                 |             |     |                                               |                                                        |

| 8 września 1993 | Walia · Giggs 21' · Rush 35' | 2:22:1 | Czechosłowacja · Kuka 16' · Dubovský 67' | Cardiff Arms Park, Cardiff Widzów: 37558 Sędzia: Juan Ansuategui Roca |
|                 |                              |        |                                          |                                                                       |

| 8 września 1993 | Wyspy Owcze | 0:40:1 | Rumunia · Răducioiu 23', 58', 60', 76' | Svangaskarð, Toftir Widzów: 2724 Sędzia: Wadim Szewczenko |
|                 |             |        |                                        |                                                           |

| 13 października 1993 | Rumunia · Răducioiu 67' (k.) · Dumitrescu 85' | 2:10:0 | Belgia · Scifo 88' (k.) | Stadion Ghencea, Bukareszt Widzów: 38000 Sędzia: Sándor Puhl |
|                      |                                               |        |                         |                                                              |

| 13 października 1993 | Walia · Saunders 70' · Rush 86' | 2:00:0 | Cypr | Cardiff Arms Park, Cardiff Widzów: 30825 Sędzia: Philip Don |
|                      |                                 |        |      |                                                             |

| 27 października 1993 | Czechosłowacja · Dubovský 11' · Hapal 23' · Skuhravý 77' | 3:02:0 | Cypr | Všešportový areál, Koszyce Widzów: 15602 Sędzia: Lube Spasov |
|                      |                                                          |        |      |                                                              |

| 17 listopada 1993 | Walia · Saunders 61' | 1:20:1 | Rumunia · Hagi 32' · Răducioiu 83' | Cardiff Arms Park, Cardiff Widzów: 40000 Sędzia: Kurt Röthlisberger |
|                   |                      |        |                                    |                                                                     |

| 17 listopada 1993 | Belgia | 0:0 | Czechosłowacja | Stade Constant Vanden Stock, Bruksela Widzów: 21000 Sędzia: Helmut Krug |
|                   |        |     |                |                                                                         |